# ناوتو نيشيدا
ناوتو نيشيدا (باليابانية: 西田直斗؛ بالكانا: にしだ なおと) هو لاعب كرة قاعدة ياباني، ولد في 26 أبريل 1993 في كاشيوارا في اليابان.

## وصلات خارجية
- ناوتو نيشيدا على موقع الدوري الياباني لكرة القاعدة (الإنجليزية)
- ناوتو نيشيدا على موقعبيزبول رفرنس.كوم (الدوري الثانوي) (الإنجليزية)